# Миконтало
Миконтало (на фински: Mikontalo) е голямо студентско общежитие (в 4 сгради) в квартал Херванта на Тампере, Финландия.
Името се превежда като „Къщата на Мико“. Намира се на адрес Insinöörinkatu 60, 33720 Tampere, Finland.
Общежитието е разположено в непосредствена близост до Техническия университет на Тампере и затова е предпочитано място за новодошли и чуждестранни студенти.

## История
Миконтало е построено в периода 1978 – 1980 година. Състои се от 4 масивни сгради по 12 етажа и предлага 768 двустайни и тристайни апартамента. Общежитието разполага с общи сауни (във всяка сграда), зала за забави, перално помещение с 5 перални и 2 сушилни, Интернет достъп. Общежитието е основно ремонтирано от пролетта на 2007 година до пролетта на 2009 година.
През декември 2007 година студенти реализират проекта „Светлините на Миконтало“, превръщайки едното здание на Миконтало в най-големия информационен екран във Финландия (виж снимката). Използвани са прозорците като пиксели. Екранът позволява показване на графики, надписи, играене на игри като тетрис, пинг-понг и други.